# Berlin-Rudow
Berlin-Rudow  est le quartier le plus méridional de l'arrondissement de Neukölln, situé à Berlin, capitale de l'Allemagne.

## Population
Le quartier comptait 42 079 habitants le 1er janvier 2017 selon le registre des déclarations domiciliaires.